# District Olski
Het district Olski (Russisch: Ольский район; Olski rajon) is een gemeentelijk district in het zuiden van de Russische oblast Magadan. Het district ligt in de riviervallei van de Kolyma. Het bestuurlijk centrum is de gelijknamige plaats Ola. Het district ligt verspreid langs de kust van de Taoejbaai. Onder het district valt ook het eiland Talan. De bevolking daalde in de jaren na de val van de Sovjet-Unie met 44,5%; van 22.454 personen in 1989 naar 12.458 personen in 2002.
Het klimaat in het gebied is zeer streng met het hele jaar door wind, neerslag en mist. De gemiddelde temperaturen variëren van +10 tot +12 °C in de zomer tot -5 tot -20 °C in de winter (aan de zijde van het binnenland -40 tot -50 °C).
Voor de komst van de Russen woonden op de plaats van het huidige Ola Evenen en Orotsjen.
De bevolking woont voornamelijk langs de kust en aan de benedenlopen van de rivieren in de buurt van de zee. Dit heeft te maken met de traditionele bestaanswijzen van de bevolking. Deze bestaan vooral uit visserij, de jacht op zeedieren, wilde hoefdieren en bontdieren en de rendierhouderij. In het gebied worden aardappelen, kool en andere gewassen verbouwd, die kunnen groeien onder de omstandigheden in het gebied; een zeer korte zomer, lage temperaturen en de aanwezigheid van permafrost.
In het gebied liggen het geologische natuurmonument "agaatertslaag van Ola" (Olskoje mestorozjdenieje agatov), de federale zapovednik Magadanski, de regionale natuurreservaten Malkatsjanskaja toendra en Kavinskaja dolina en de regionale zakazniks Odjan en Ostrov Talan (het eiland Talan).

## Plaatsen
In het district liggen 9 bewoonde plaatsen (tussen haakjes de bevolking bij de volkstelling van 2002, wanneer beschikbaar):
- Arman (1.521)
- Balagannoje
- Gadlja
- Jamsk
- Klepka
- Ola (6.842)
- Tachojamsk
- Talon
- Tatoejsk

Bestuurlijk centrum:Magadan

Soesoeman

Districten: Chasynski · Jagodninski · Olski · Omsoektsjanski · Severo-Evenski · Soesoemanski · Srednekanski · Tenkinski